# Alcaniça

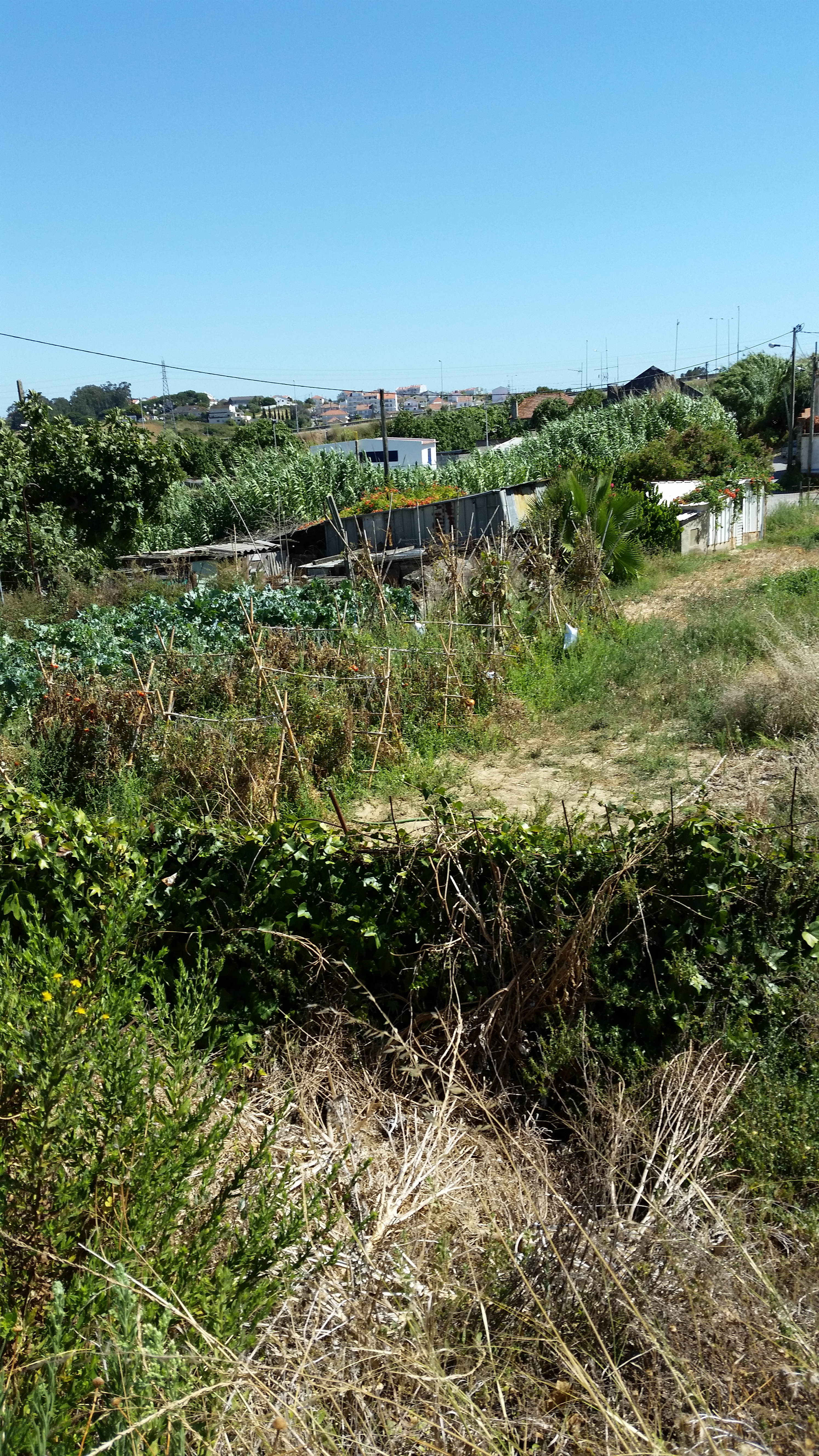
Vista do que resta da velha Alcaniça.

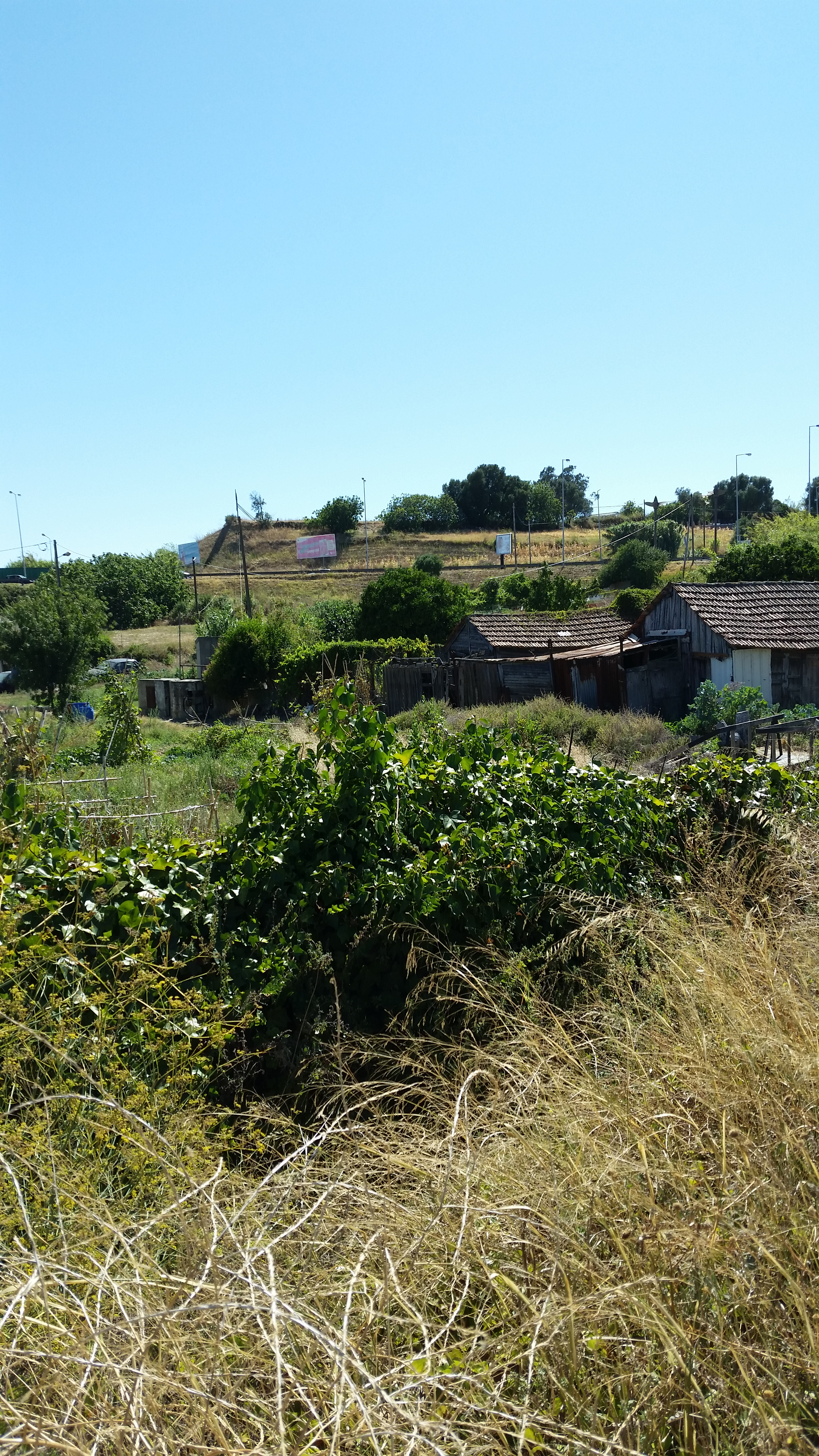
Casas da velha Alcaniça.

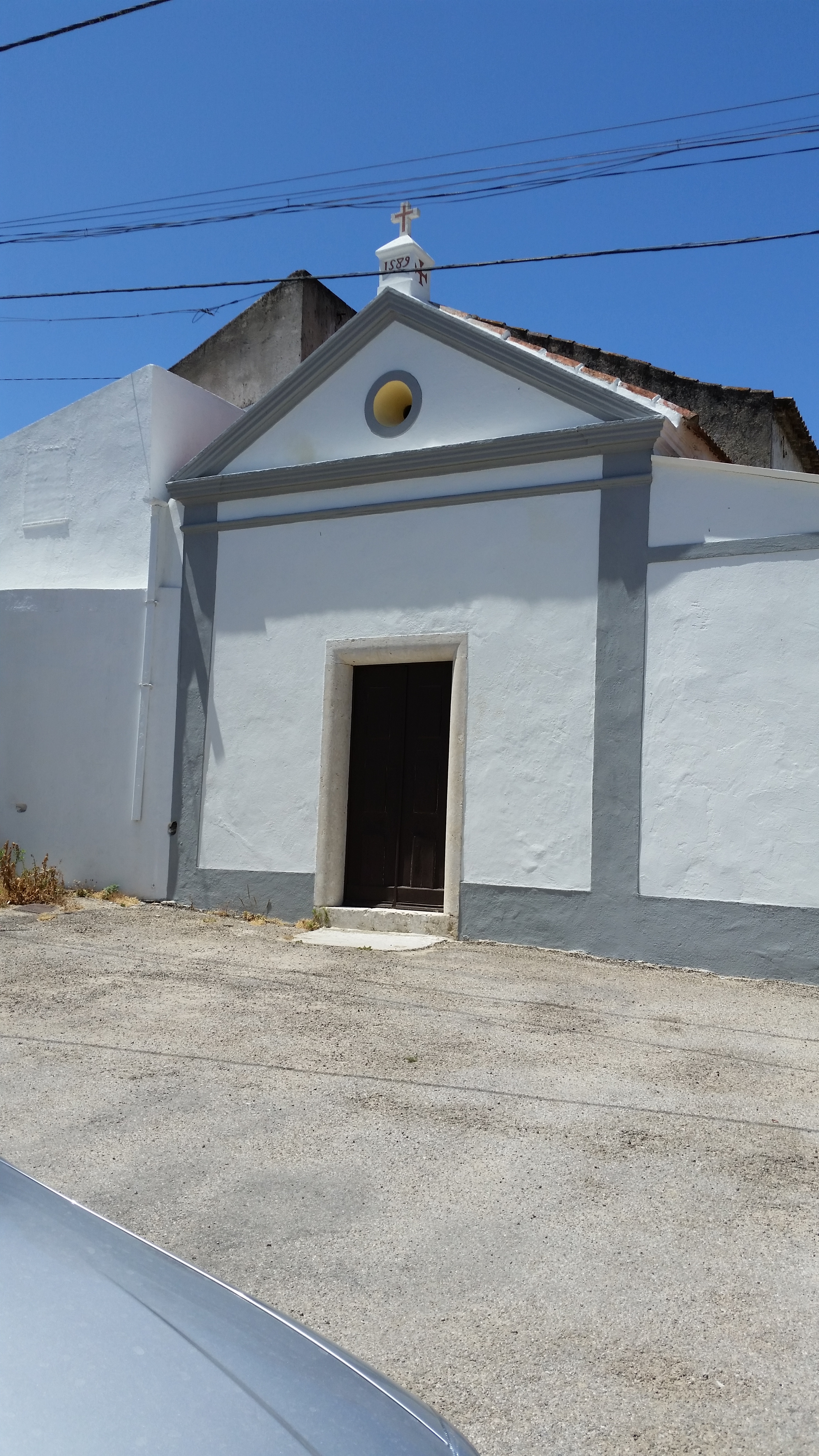
Capela em Alcaniça.

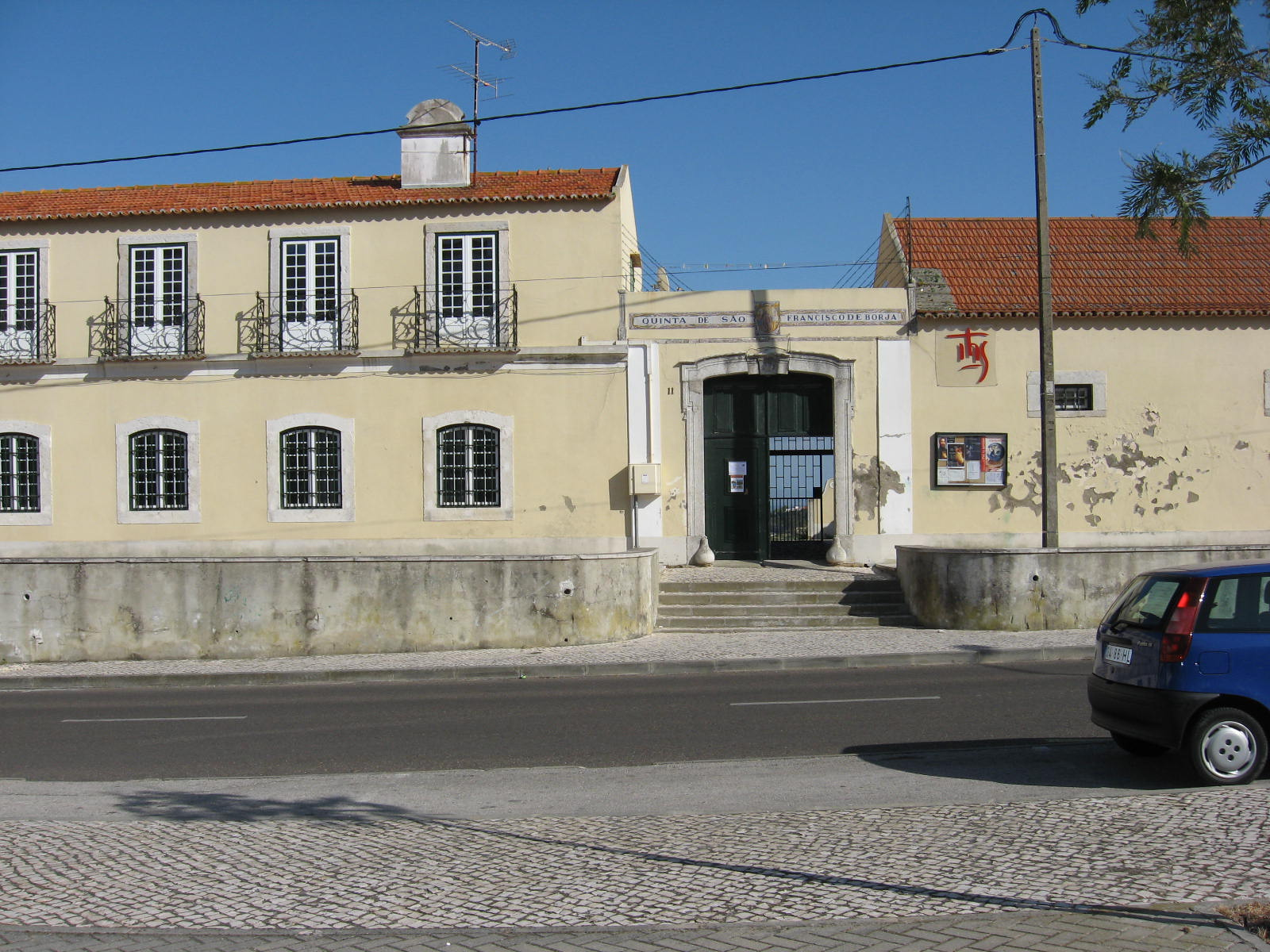
Igreja de São Francisco de Borja, em Alcaniça.

Alcaniça é uma localidade portuguesa da antiga freguesia Caparica e desde a reforma administrativa de 2013 da freguesia de Caparica e Trafaria, no Município de Almada.
Antigamente, era constituída por quintas que abasteciam Almada de frutas e legumes, hoje não é mais que um núcleo populacional, com vários edifícios de habitação, quase todos de primeira habitação.
As antigas quintas foram substituídas por edifícios de habitação. A  construção das linhas do comboio da Fertagus  e mais tarde do Metro Sul do Tejo, acabou com a maior parte do que restava do antigo núcleo de Alcaniça.
Existe uma estação de Metro nesta localidade com o nome de Boa Esperança. Quase nada resta da antiga povoação a não ser terrenos de cultivos, algumas casas de habitação e a velha capela, desativada de cultos e substituída pela atual Igreja de São Baptista de Borja que engloba o pouco que resta velha localidade e os novos bairros habitacionais de cooperativas de habitação ou de bairros sociais do antigo INH (Instituto Nacional de Habitação).
Do que resta da antiga localidade, existe uma velha capela, na antiga quinta Filipa d'Água,  datada de 1589, segundo o que está inscrito na torre da capela.
Segundo o Diccionário Geografico de Portugal do  Padre Luís Cardoso, publicado em 1747,  e citado na obra "Vestigios da lingoa arabica em Portugal, ou Lexicon etymologico das palavras e nomes portuguezes, que tem origem arabica... etc"  de João de Sousa, José de Santo António Moura, frei José de Santo António Moura, publicado em 1830, esta palavra vem do árabe e significa igreja ou templo dos cristãos.